# René-Radu Policrat
René-Radu Policrat (n. 10 august 1910, București, România – d. 25 februarie 1993, București, România) a fost un deputat român în legislatura 1990-1992 și senator în legislatura 1992-1996, ales în județul Mehedinți pe listele partidului PNL.
După decesul său, deputatul René-Radu Policrat a fost înlocuit de către deputatul Ștefan Popa (Ștefan Augustin Doinaș). 

## Legaturi externe
- Rene-Radu Policrat Arhivat în 20 iunie 2024, la Wayback Machine. la cdep.ro